# Bąków (Żużela)
Bąków – część wsi Żużela w Polsce, położona w województwie opolskim, w powiecie krapkowickim, w gminie Krapkowice.
W latach 1975–1998 Bąków administracyjnie należał do ówczesnego województwa opolskiego.

## Historia
Bąków już w XIV w. był przystanią portową, szczególnie dla łodzi klasztornych zakonu Norbertanów z Czarnowąsów. We wsi działał młyn, od 1810 r. należący do szlacheckiej rodziny Drostów. Został zamknięty w 1997 roku. Przysiółek często nawiedzały powodzie, także ta z 1997 r. 

## Zabytki
- Kapliczka i krzyż, 1865 r./kapliczka zbudowana ponownie w 1927 r.[5]
- 2 osady z epoki kamienia
- Osada z epoki żelaza[6]

## Religia
Bąków należy do parafii rzymskokatolickiej w Brożcu.